# Apollo Belwederski
Apollo Belwederski – rzymska rzeźba pochodząca prawdopodobnie z II wieku, będąca kopią wykonanego w IV wieku p.n.e. greckiego oryginału dłuta Leocharesa. Posąg wykonany jest z marmuru i mierzy 2,24 metra wysokości. Obecnie znajduje się w Muzeach Watykańskich (Museo Pio-Clementino).
Rzeźbę odkryto w 1489 roku w posiadłości rodziny Della Rovere pod Anzio. Zakupioną przez papieża Juliusza II, umieszczono na stałe w krużganku zwanym „Belvedere”, skąd wzięła się jej umowna nazwa. Podobnie jak w przypadku Grupy Laokoona, konserwacji posągu dokonał Giovanni Angelo di Montorsoli, który dodał do niego brakujące partie. Dodatki te usunięto na początku XX wieku. W 1798 roku rzeźba została wywieziona przez Francuzów do Paryża jako zdobycz wojenna; do Rzymu wróciła po upadku Napoleona.
Apollo pierwotnie dzierżył w dłoni łuk, co pozwala przypuszczać, że przedstawiono go jako boga łowów lub boga Słońca. W prawej ręce trzymał przypuszczalnie strzałę lub wieniec (albo gałąź wawrzynu). Górną część ciała okrywa spięta na prawym ramieniu i odrzucona do tyłu chlamida, z prawego ramienia na lewy bok zachodzi pas podtrzymujący kołczan na plecach. Ujęta w kontrapoście postać bóstwa wspiera się na kamiennym pniu drzewa, po którym wije się wąż, i gdzie widoczne są też resztki listków. Poza tą podporą (późniejszym dodatkiem kopisty), wspomniane atrybuty przypuszczalnie występowały na brązowym oryginale. Apollo Belwederski był prawdopodobnie kopią rzeźby stojącej naprzeciw świątyni Apollina Patroosa na agorze ateńskiej.
Niemal do końca XVIII stulecia posąg uchodził za grecki oryginał ze świątyni delfickiej, co ostatecznie wykluczyły chemiczne badania marmuru pochodzącego z kamieniołomów Toskanii. Odnoszona do czasów Hadriana cięższa kamienna kopia oryginalnej statuy z brązu została dla stabilności uzupełniona podporą pod lewą stopą postaci oraz pniem drzewa, na którym bocznie jest wsparta.  
Apollo Belwederski początkowo nie wywołał podobnego zachwytu jak np. Grupa Laokoona. Rzeźba zyskała uznanie dopiero w okresie klasycystycznym. Johann Joachim Winckelmann uznał ją wówczas za najwspanialsze dzieło rzeźbiarskie czasów antycznych i nowożytnych. Natomiast u amerykańskiego malarza Benjamina Westa wywołała ona (1760) prozaiczne skojarzenie z uzbrojonym w łuk wojownikiem indiańskim (Mohikaninem).